# Медиаграмотность
Медиаграмотность — совокупность навыков и умений, которые позволяют людям анализировать, оценивать и создавать сообщения в разных видах медиа, жанрах и формах.
В основе медиаграмотности — модель, которая поощряет людей задавать вопросы о том, что они смотрят, видят, читают. Медиаграмотность позволяет потребителям анализировать медиасообщения с тем, чтобы видеть там пропаганду, цензуру или однобокость в новостях и общественных программах (как и причины таких действий), а также понимать структурные элементы — такие как владелец медиа, их модель финансирования, — влияющие на информацию.
Медиаграмотность имеет целью сделать людей опытными создателями и продюсерами медиасообщений, облегчить, а также понимать преимущества и ограничения каждого вида медиа, а также создавать независимые медиа.
Задача медиаграмотности — в трансформации медиапотребления в активный и критический процесс, помогая людям лучше осознать потенциальную манипуляцию (особенно в рекламе и PR), а также помочь людям понять роль СМИ и гражданских, совместных медиа в построении взглядов на реальность.
Медиаграмотность / медиакомпетентность является результатом медиаобразования.

## История
Медиаобразование появилось как инструмент защиты от вредных эффектов и трендов медиа. Первой страной, которая использовала эту парадигму, была Великобритания в 1930-х годах. В 1960-х с отрицания медиа переключились на возражения и критику различных видов медиа и популярной культуры. В 1980-е пришло понимание, что идеологическая сила медиа пришла с натурализацией изображения; конструируемые сообщения исчезли, так как подпали под категорию натуральных. Интерес в медиаграмотности связан с потреблением изображений и картинок — так называемая изобразительная парадигма.
В Великобритании и Австралии медиаграмотность — отдельный курс в комплексе гуманитарных предметов.
В других странах Европы медиаобразование принимало различные формы. В Финляндии оно вошло в перечень предметов средней школы в 1970 году, а в вузы — в 1977 году. Но только в начале 1990-х этот курс трансформировался в медиаобразование в современном понимании. В Швеции он является обязательным с 1980 года. Во всех скандинавских странах к началу 1990-х медиаобразование отошло от морализаторства к исследовательскому подходу и поставило в центре личность ученика.
История медиаобразования в России восходит к 1920-м годам. Первые попытки преподавать медиаобразование, с энергичным акцентом на коммунистической идеологии, появились в 1920-х годах, но были остановлены Сталиным. Конец 1950-х — начало 1960-х годов был временем возрождения медиаобразования в средних школах, университетах, внешкольных детских центрах (Москва, Ленинград, Воронеж, Самара, Курган, Тверь, Ростов-на-Дону, Таганрог, Новосибирск, Екатеринбург и др.), проводились семинары и конференции для учителей. В то время, когда в Западном полушарии происходило интенсивное переосмысление подходов образования к СМИ, в России 1970—1980-х годах медиаобразование все ещё развивалось в рамках эстетической концепции. Среди важных достижений 1970-х — 1990-х годов: первые официальные программы по кино- и медиаобразованию, опубликованные Министерством образования, экспериментальная теоретическая и практическая работа по медиаобразованию О. А. Баранова (Тверь), С. Н. Пензина (Воронеж), Г. А. Поличко, Ю. М. Рабиновича (Курган), Ю. Н. Усова (Москва), А. В. Фёдорова (Таганрог), А. В. Шарикова (Москва) и других. Важными событиями также стали регистрация новой специализации (с 2002) для педагогических вузов — «Медиаобразование» (№ 03.13.30), а также запуск нового издания — «Медиаобразование» (январь 2005), частично при поддержке Бюро ЮНЕСКО в Москве. Кроме того, были созданы интернет-сайты Ассоциации кинообразования и медиапедагогики России (русская и английская версии). Принимая во внимание тот факт, что ЮНЕСКО определяет медиаобразование как приоритетное направление культурно-образовательного развития в XXI веке, повышение медиаграмотности / медиакомпетнетности населения имеет хорошие перспективы в России.